# Paul Schneider (Regisseur)
Paul Schneider (geb. vor 1986) ist ein US-amerikanischer Regisseur, Filmproduzent und aktueller Hochschullehrer an der Boston University.

## Leben
Nachdem er Englisch und Theaterwissenschaften an der Stanford University studierte, schloss Paul Schneider ein Studium der Theaterregie an der Columbia University und der Filmregie beim American Film Institute ab. Seit September 2009 ist Schneider der Vorsitzende des Department of Film and Television an der Boston University.
Paul Schneider ist verheiratet und hat zwei Kinder.

## Filmografie (Auswahl)
- 1986: Schatten der Leidenschaft (The Young and the Restless, Fernsehserie, 2 Episoden)
- 1988: Eine verhängnisvolle Erfindung (14 Going on 30)
- 1989: Hey-la, Hey-la, die Bouffants sind da (My Boyfriend’s Back)
- 1990: Baywatch – Die Rettungsschwimmer von Malibu (Baywatch, Fernsehserie, 3 Episoden)
- 1990: Wie killt man eine Millionärin? (How to Murder a Millionaire)
- 1992: Der Fremdgeher – Eine Ehefrau rechnet ab (A House of Secrets and Lies)
- 1992: Eiskalter Herzensbrecher (Highway Heartbreaker)
- 1992: Mädchen für alle Fälle (Maid for Each Other)
- 1993: Wiegenlied des Schreckens (Empty Cradle)
- 1993: Zum Abschuß freigegeben (With Hostile Intent)
- 1994: Du sollst Vater und Mutter ehren – Doppelmord in Beverly Hills (Honor Thy Father and Mother: The True Story of the Menendez Murders)
- 1994: Magersüchtig – Schrei nach Liebe (For the Love of Nancy)
- 1996: Bombenterror – Todesangst im Schulbus (Sudden Terror: The Hijacking of School Bus #17)
- 1996: Mein Sohn gehört mir (The Bachelor’s Baby)
- 1996: Verschleppt – Laß meinen Sohn nicht sterben! (Have You Seen My Son)
- 1996: Wettlauf durch die weiße Hölle (Murder on the Iditarod Trail)
- 1997: Die Jagd nach dem Baby (When the Cradle Falls)
- 1997: JAG – Im Auftrag der Ehre (JAG, Fernsehserie, 1 Episode)
- 1998: Lucky, der reichste Hund der Welt (You Lucky Dog)
- 1998: Verbrecherisches Blut (When He Didn’t Come Home)
- 1999: Lethal Vows – Bis dass der Tod uns scheidet (Lethal Vows)
- 1999: Mikes galaktisches Abenteuer (Can of Worms)
- 2001: Das 4-Pfoten-Hotel (The Retrievers)
- 2006: Liebe deinen Nächsten (Love Thy Neighbor)
- 2008: Der Geisterturm (Behind the Wall)